# Лутугинський тунель
Луту́гинський тунель — найдовший залізничний тунель на території України. Тунель є частиною дільниці Родакове — Ізварине Донецької залізниці. Північний портал розташований поблизу смт Білоріченський 48°26′46.1″ пн. ш. 39°06′36.3″ сх. д. / 48.446139° пн. ш. 39.110083° сх. д., південний портал — поблизу смт Врубівський48°25′43.2″ пн. ш. 39°07′08.5″ сх. д. / 48.428667° пн. ш. 39.119028° сх. д.

## Опис і конструкція
Лутугинський тунель розташований на 107—109 км між зупинним пунктом Збірна та станцією Врубівка залізничної лінії Родакове — Ізварине Родаківської дистанції колії Донецької залізниці.
Тунель одноколійний із широкою колією. Довжина поміж порталами 2062,88 погонних метри. Має двоскатний профіль, у плані розташований по прямій. Вентиляція тунелю — шахтного типу, вентиляційний стовбур прокладено в районі центру тунелю та сполучено з ним горизонтальною збійкою.
Тунель розташований у породах, що являють собою перемежування шарів обводненого піщанистого сланцю й пісковику з прошарками водоносного вапняку.

## Історія
Лутугинський тунель споруджено у 1913—1915 роках для використання приватною Північно-Донецькою залізницею.
Протягом 1986—1989 років було проведено реконструкцію споруди й рух тунелем перекривали. Метою реконструкції було зменшення притоку води до тунелю.
1994—1996 років з тою самою метою пробурено кілька систем променевих дренажних свердловин, одначе це практично не зменшило водопритоку.
Закриття розташованих неподалік шахт Врубівської та імені Леніна й припинення відкачування води з цих шахт викликали підвищення рівня ґрунтових вод і посилення притоку води в тунель.
2005—2006 років провадили капітальний ремонт тунелю задля зменшення водопритоку до нього.
Пасажирського залізничного сполучення через тунель наразі немає.
Станом на 2018 рік тунель перебуває на окупованій Росією частині України.